# Psednobates uncunguis
Psednobates uncunguis är en kvalsterart som beskrevs av Malcolm Luxton 1992. Psednobates uncunguis ingår i släktet Psednobates och familjen Selenoribatidae. Inga underarter finns listade i Catalogue of Life.